# Marktkanal
El Marktkanal o canal del mercat és un canal navegable de només 700 metres al barri de Veddel al port d'Hamburg a Alemanya. Connecta amb l'Elba.

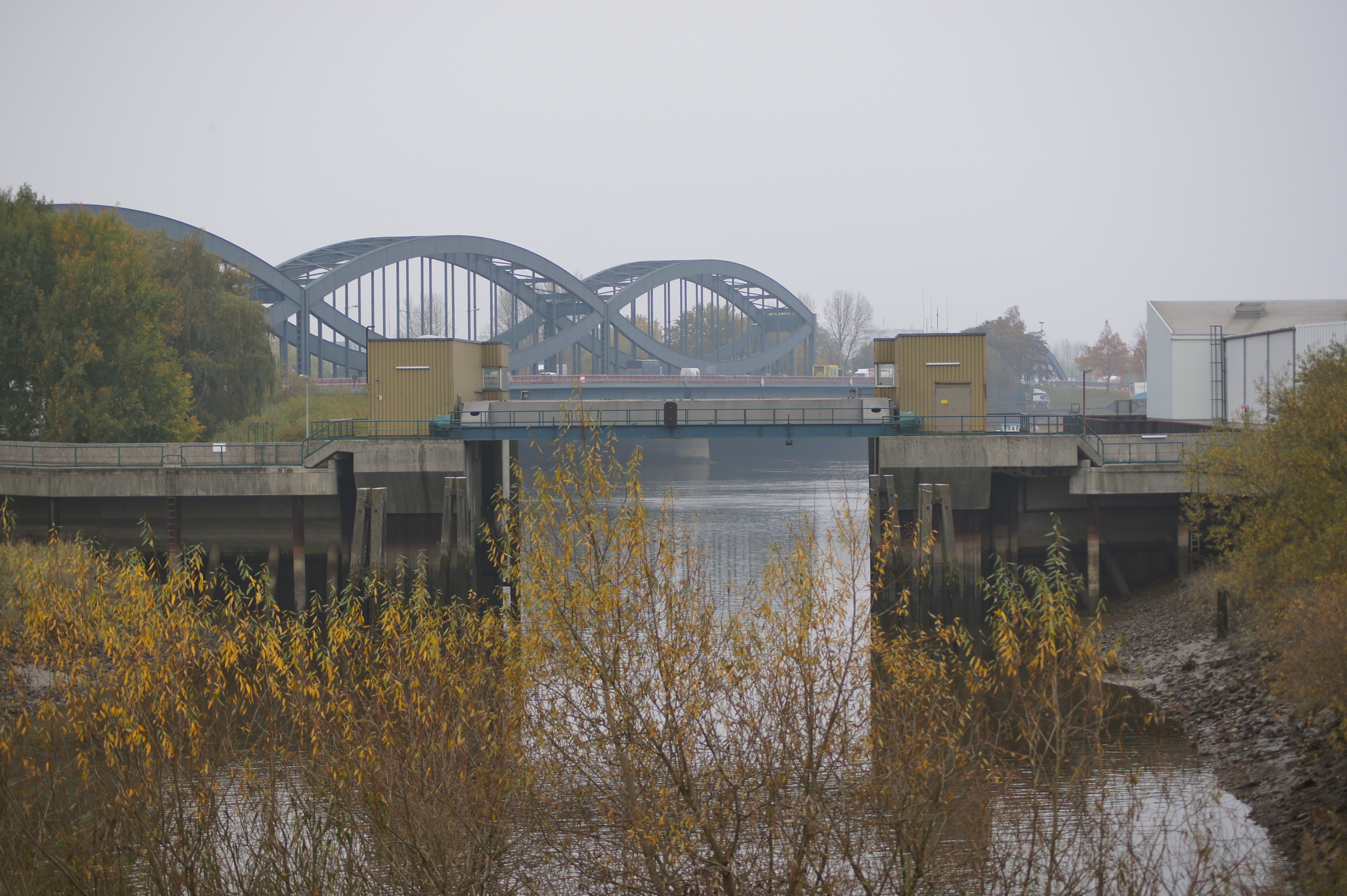
La barrera anti-marejada des del canal i el Pont Nou (1887-1960) a l'Elba al segon pla

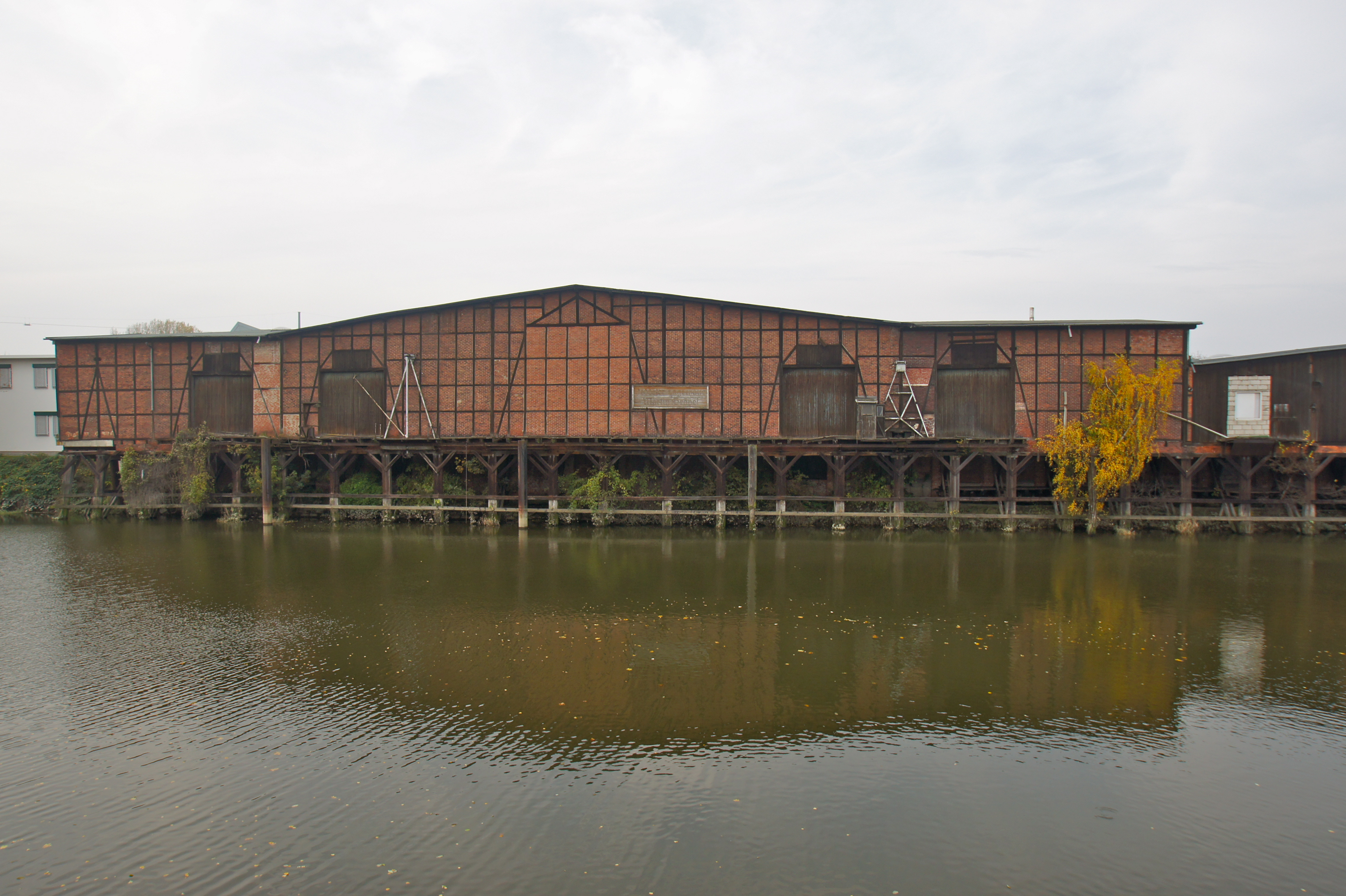
El magatzem amb entramat de fusta Martin Gräpel, construït el 1910

Fins a la fi dels anys 1960, hi havia una activitat portuària important, com es pot veure a fotos antigues. La grandària de la sitja desafectada a la riba oriental, un dels rars edificis industrials que encara subsisteixen, dona una idea del volum de l'activitat econòmica d'antany. El 1952 va inaugurar-se una església flotant per a barquers, sol en el seu gènere a Europa, avui desapareguda, com ho va fer tota activitat portuària en aquesta zona.
El 1960, quasi tota la indústria que es trobava a la seva riba occidental va ser sacrificada per l'eixample del pont a l'Elba i la connexió amb l'autopista, que era l'únic accés major a la ciutat fins a l'obertura el 1975 del túnel sota l'Elba a l'oest de la ciutat. La segona part del canal, enllà del carrer Peutestraße ja no és navegable, des de la supressió del pont, el 2001 per un dic permeable que només deixa passar la marea. Avui, tot i la part encara accessible des de l'Elba, ja no té cap dàrsena i va perdre tot paper pel trànsit, també que mancava l'espai per a adaptar el canal al calat sempre més llarg dels vaixells comercials.
Al seu marge occidental es troba l'antic Magatzem Martin Gräpel, un dels rars exemplar d'edificis industrials fet completament d'entramat de fusta.

## Galeria
Al web Stadteilgeschichten es troba una sèrie de fotos que il·lustren com era la vida a l'entorn del canal als anys 1941, quan encara era un lloc de trànsit dens.

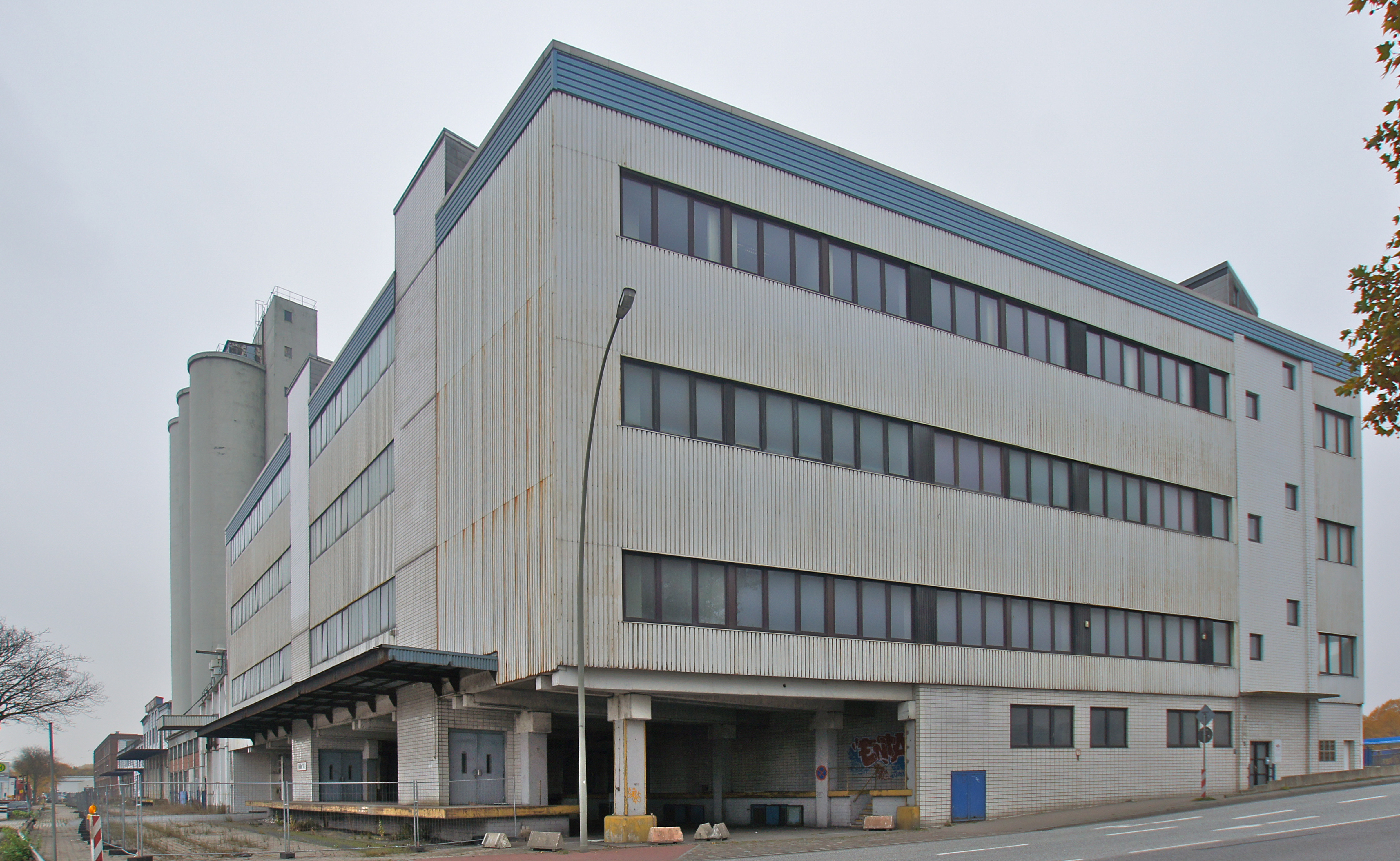
Sitja i ferrocarril de mercaderies desafectats
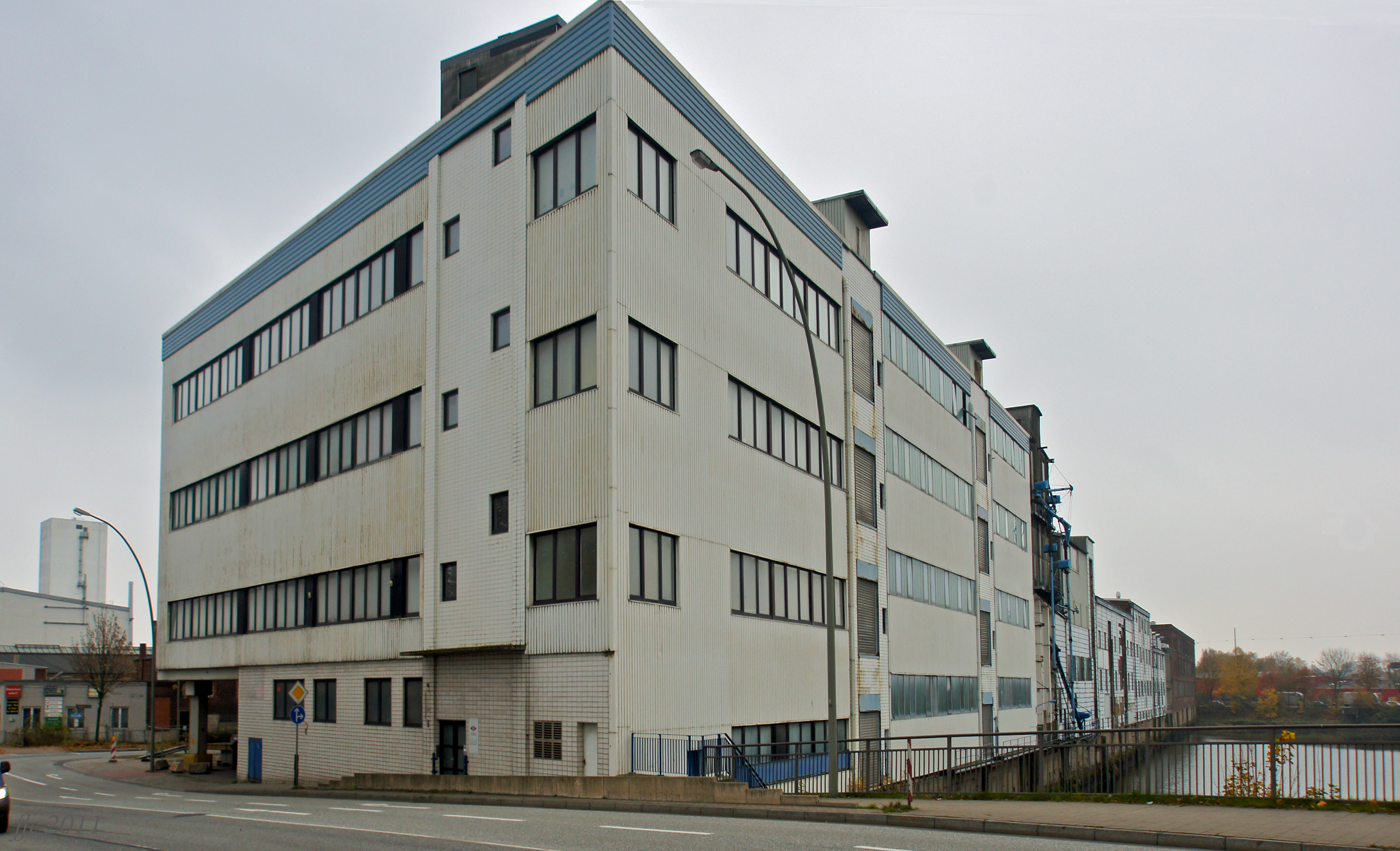
Sitja desafectada al marge oriental del canal
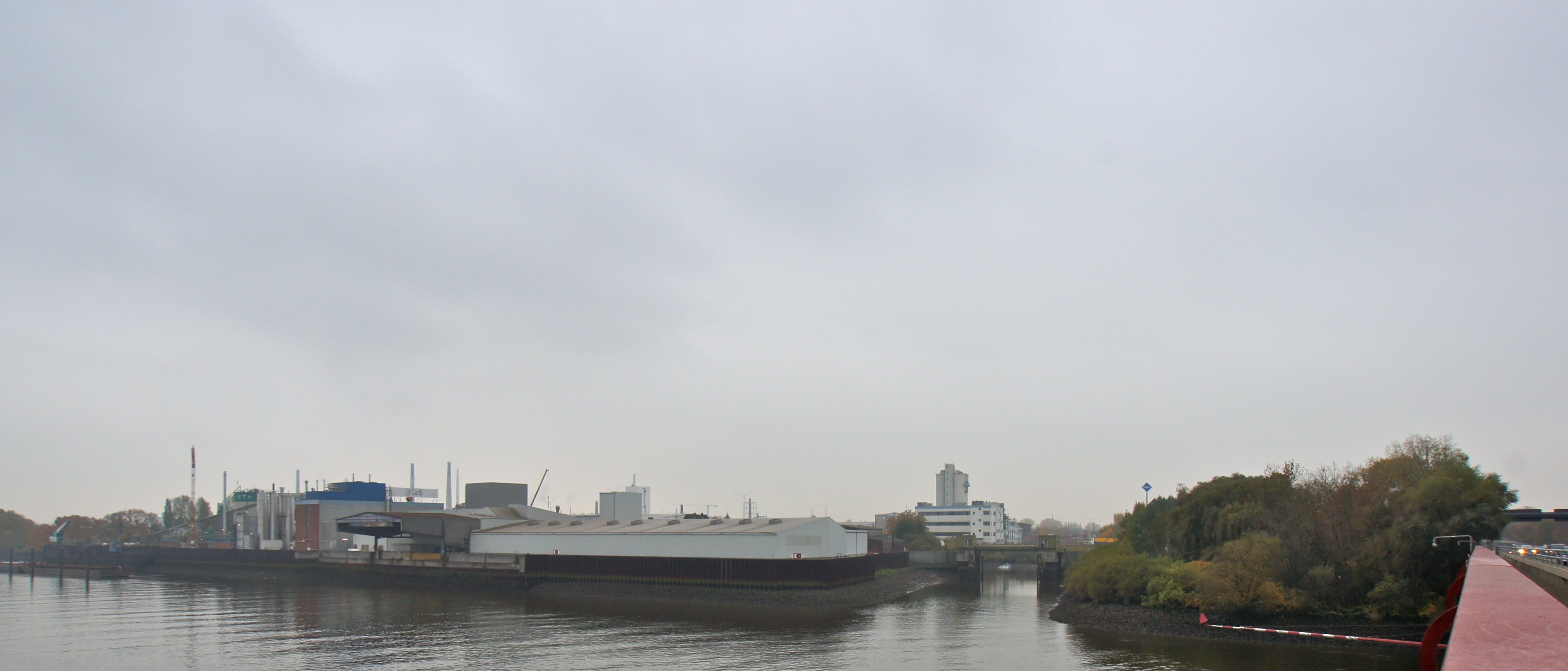
L'aiguabarreig del canal i de l'Elba
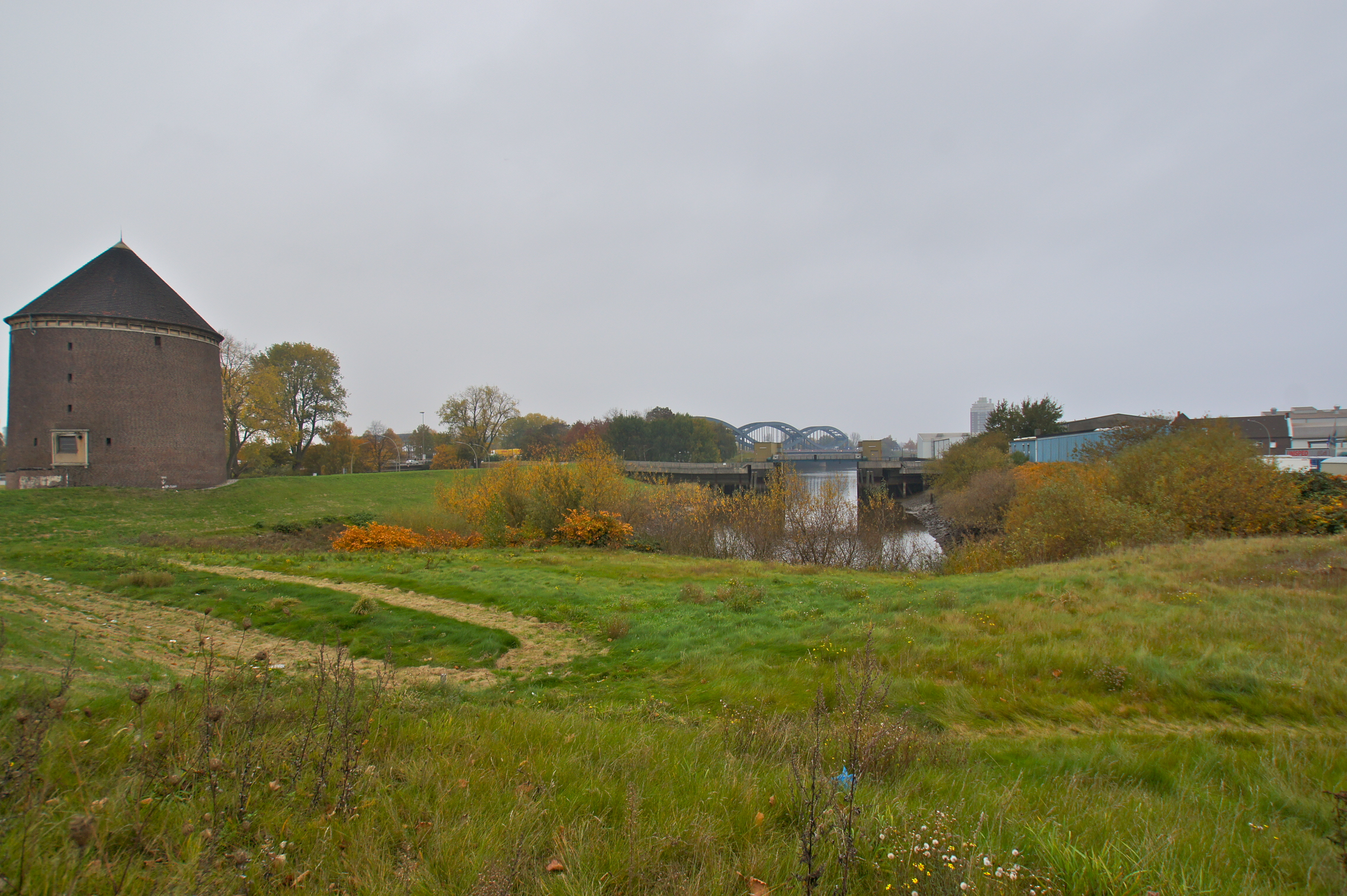
Búnquer tipus Zombeck, canal i pont nou a l'Elba vist des del dic del carrer Peutestraße
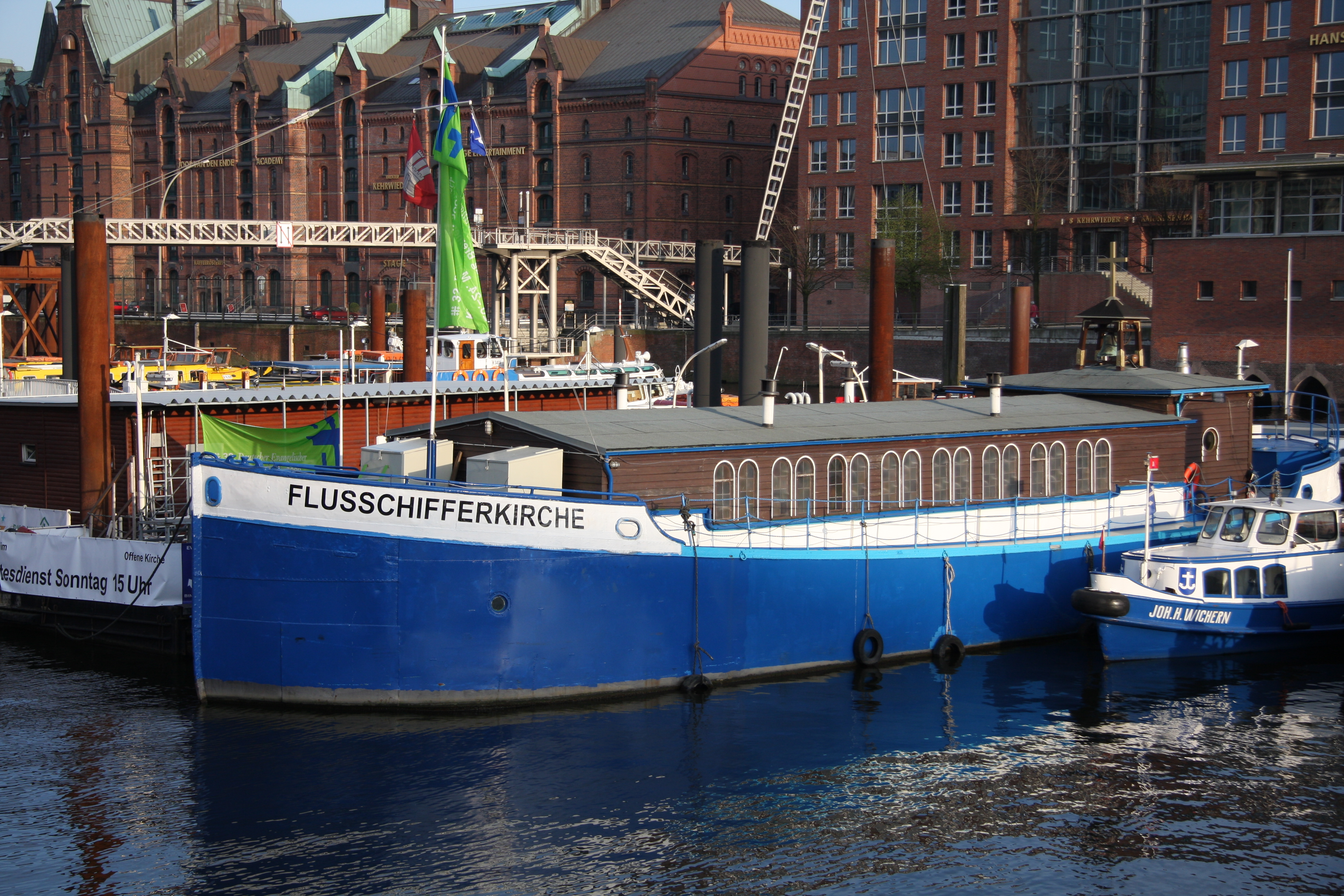
L'església flottant al seu ancoratge nou a l'Speicherstadt